# IC 1214
IC 1214 је лентикуларна галаксија у сазвјежђу Змај која се налази на листи објеката дубоког неба у Индекс каталогу.
Деклинација објекта је + 65° 58' 7" а ректасцензија 16h 16m 11,4s. Привидна величина (магнитуда) објекта IC 1214 износи 14,1 а фотографска магнитуда 15,0. IC 1214 је још познат и под ознакама UGC 10323, MCG 11-20-9, CGCG 320-19, PGC 57675.